# برزانکی
برزانکی (به چکی: Brzánky) یک منطقهٔ مسکونی در جمهوری چک است که در ناحیه لیتومیریتسه واقع شده‌است. برزانکی ۲٫۱۷ کیلومتر مربع مساحت و ۸۴ نفر جمعیت دارد و ۱۶۵ متر بالاتر از سطح دریا واقع شده‌است.